# Yamaha XT 660 Z Ténéré
Die Yamaha XT 660 Z Ténéré ist ein Motorrad des japanischen Herstellers Yamaha. Die Reiseenduro wurde im Oktober 2007 wie bereits die Yamaha XT 600 Z 25 Jahre zuvor in Marokko präsentiert. Der Namenszusatz Ténéré bezieht sich auf die nordafrikanische Sandwüste Ténéré. Die Modellcodes lauten DM021 ohne ABS und DM04 (XT 660 ZA) mit ABS.

## Technische Daten
Der Motor und die Fahrwerksgeometrie stammen weitgehend von der Enduro Yamaha XT 660 R, der Radstand und die Gesamtlänge sind nahezu identisch. Gegenüber dem Schwestermodell wurden neben der Verkleidung auch die Airbox, die Kühler und die Krümmerführung der Auspuffanlage geändert.

### Motor
Der flüssigkeitsgekühlte Einzylindermotor erzeugt aus 660 cm³ Hubraum eine Nennleistung von 35 kW (48 PS) und ein maximales Drehmoment von 58 Nm bei einer Drehzahl von 5500 min−1. Der Zylinder hat eine Bohrung von Ø100 mm Durchmesser, der Kolben einen Hub von 84 mm bei einem Verdichtungsverhältnis von 10:1. Der Zylinderkopf hat eine kettengetriebene, obenliegende Nockenwelle (SOHC), welche zwei Einlass- und zwei Auslassventile ansteuert. Der Viertaktmotor verfügt über eine elektronische Benzineinspritzung und Transistorzündung. Eine Ausgleichswelle reduziert Vibrationen.
Das Motorrad beschleunigt in 5,9 s von 0 auf 100 km/h und erreicht eine Höchstgeschwindigkeit von 160 km/h.

### Fahrwerk
Das Fahrwerk baut auf einem Gitterrohr-Einschleifenrahmen mit doppelten Oberzügen aus Stahl auf und hat hinten eine gegossene Zweiarmschwinge aus Aluminium. Die Hinterradfederung mit Zentralfederbein bietet einen Federweg von 200 mm. Das Vorderrad wird von einer Teleskopgabel mit Ø43 mm Standrohrdurchmesser und 210 mm Federweg geführt.
Das Modell mit ABS (2011–2016) hat vorn einen Federweg von 160 mm und hinten 150 mm. Die Sitzhöhe beträgt nur 860 mm, gegenüber 895 mm bei den Version ohne ABS.

### Bremsanlage
Zwei schwimmend gelagerte Scheibenbremsen mit 298 mm Durchmesser und zwei 2-Kolben-Festsattel von Brembo verzögern das Vorderrad. Am Hinterrad arbeitet eine Einscheibenbremse mit 245 mm Durchmesser und Ein-Kolben-Schwimmsattel. Ab 2011 gab es eine Version mit Antiblockiersystem.
Die Ténéré wurde serienmäßig mit Kreuzspeichenrädern ausgeliefert. Die Felgengrößen betragen 1,85×21 vorn und 2,75×17 hinten. Die Bereifung hat vorne die Maße 90/90-21 und hinten 130/80-17.
Ab 2013 wurde ABS als Ausstattungsvariante angeboten. Dieses Modell hatte die Bezeichnung XT 660 ZA.

### Kraftstoffversorgung
Die Gemischbildung geschieht durch eine elektronische Kraftstoffeinspritzung. Die Zündung erfolgt digital gesteuert durch eine transistorgesteuerte Zündkerze. Der Hersteller empfiehlt die Verwendung von bleifreiem Motorenbenzin mit einer Klopffestigkeit von mindestens 95 Oktan. Der Kraftstofftank hat ein Volumen von 23 Liter.

### Elektrik
Die Starterbatterie hat eine Kapazität von 8 Amperestunden und versorgt den elektrischen Anlasser. Die Lichtmaschine erzeugt wahrscheinlich und abweichend vom Handbuch, das 190 Watt angibt, eine elektrische Leistung von ca. 280 Watt.

### Abgasanlage
Die Abgasnachbehandlung erfolgt durch einen geregelten Drei-Wege-Katalysator und unterschreitet die Grenzwerte der Abgasnorm Euro 3. Der Abgaskrümmer mündet am Heck in zwei Endschalldämpfer mit Einkammerschalldämpfer. Die Erfüllung der Euro 4-Norm wurde mit diesem Motor nicht erreicht und führte dann zum Verkaufsende in Deutschland.

## Bekannte Schwachpunkte
Die Ténéré hat einige bekannte Schwachpunkte deren Behebung jedoch relativ einfach ist.
1. Schwingungsdämpfer
  1. Beschreibung: Nach 10.000–15.000 km nutzen sich die Gummis im Hinterrad so stark ab, dass das hintere Kettenritzel (Kettenrad) zu viel Spiel bekommt.
  2. Abhilfe:
    1. Schlauchstücke zwischen Ruckdämpfer und Kettenradträger legen, bei jedem Reifenwechsel dann die selbst eingesetzten Schlauchstücke erneut wechseln.
    2. Alternativ Ruckdämpfer der XT 600 nutzen.
2. Leerlaufdrehzahl
  1. Beschreibung: Falsche Leerlaufdrehzahl ausgelöst durch Verstellung der Regulierung aufgrund von Vibrationen.
  2. Abhilfe: Neben dem Gashahn findet sich eine kleine Schraube, die die Leerlaufdrehzahl reguliert.
3. Verbindung der Lichtmaschine zum Laderegler
  1. Beschreibung: Batterie wird nicht aufgeladen. Die Steckverbindung zum Laderegler ist anfällig.
  2. Abhilfe: Stecker öffnen und Pins anlöten und ausgießen.
4. Haltbarkeit der Originalkette
  1. Beschreibung: Die Haltbarkeit der Kette wird – wie bei vielen anderen Motorrädern auch – oft bemängelt.
  2. Abhilfe:
    1. Kettensatz aus dem Zubehörhandel.
    2. Und zusätzlich Kette regelmäßig einfetten, bzw. einen automatischen Kettenöler nutzen.
5. Unpräzise Druckpunkte der Bremsen
  1. Beschreibung: Häufig wird vor allem an der Hinterradbremse ein unpräziser Druckpunkt bemängelt.
  2. Abhilfe: Austausch der Gummileitungen durch Stahlflexleitungen, verbessert den Druckpunkt und die Lebensdauer der Leitung.

## Kritiken
„Mit diesem Modell setzt Yamaha nicht auf enorme Leistung oder Drehmoment, sondern mehr auf Standfestigkeit für die ganz lange Tour. Der Motor ist von der XT 660 R her längst bekannt. Ein genügsamer Antrieb, der unterwegs durchaus mit 4 Litern auf 100 km auskommt – bei einem Tankvolumen von 22 Litern reicht das für gut 500 km.“

„Wieder zurück auf befestigtem Terrain wirkt der Geselle nicht mehr ganz so souverän. Über 5500/min wirkt er fad und beginnt trotz Ausgleichswelle mit zunehmenden Vibrationen zu nerven. Über die verschlungenen Asphaltpfade Südmarokkos flitzt die Yamaha durchaus stabil mit ansprechender Präzision, infolge der geringen Bewegungsmöglichkeiten will sie jedoch mit etwas Körpereinsatz durch Wechselkurven geführt werden.“

„Die Erwartung, die die sportliche Optik der Ténéré weckt, kann die 660er nicht ganz erfüllen. Der etwas träge Einzylinder-Motor bedarf dringend der Modernisierung.“

„Sechstausendneunhundertfünfundneunzig Euro! Das muss man sich erstmal auf der Zunge zergehen lassen. 6995 Euro für ein Motorrad, mit dem man direkt aus dem Yamaha-Showroom zur Weltumrundung aufbrechen kann. Ohne auch nur eine Schraube tauschen zu müssen, ohne ein paar Monatsgehälter in Zubehörteile stecken zu müssen. Losfahren, einfach so, und es wird nicht die strapaziöseste Form der Weltumrundung werden, das wagen wir einfach mal zu behaupten.“